# آلبر کامو
آلبر کامو (به فرانسوی: [albɛʁ kamy] ()؛ ۷ نوامبر ۱۹۱۳ – ۴ ژانویهٔ ۱۹۶۰) نویسنده، فیلسوف و روزنامه‌نگار فرانسوی برنده جایزه نوبل ادبیات ۱۹۵۷ بود. او یکی از نویسندگان بزرگ در مکتب رئالیسم، خالق کتاب بیگانه و مقاله جریان‌ساز افسانهٔ سیزیف بود.
سه اثر معروف کامو با نام‌های بیگانه، کالیگولا، افسانه سیزیف بیش از هر چیز سبک نوشتاری او را معرفی می‌کنند و موضوع محوری‌شان پوچی است.
کامو در سال ۱۹۵۷ به خاطر پرداختن به مشکلات وجدان بشری در عصر حاضر برندهٔ جایزهٔ نوبل ادبیات شد. آلبر کامو پس از رودیارد کیپلینگ جوان‌ترین برندهٔ جایزهٔ نوبل و همچنین نخستین نویسندهٔ زادهٔ قارهٔ آفریقا بود که این عنوان را کسب کرد. همچنین کامو در بین برندگان نوبل ادبیات، کمترین طول عمر را دارد. او دو سال پس از بردن جایزهٔ نوبل در تصادف رانندگی درگذشت.
با وجود برچسب‌هایی که اغلب فلاسفه هم عصر وی به او زده‌اند، کامو اگزیستانسیالیست نبود. او در مصاحبه‌ای در سال ۱۹۴۵  هرگونه همراهی با مکاتب ایدئولوژیک را تکذیب می‌کند و می‌گوید: «نه، من اگزیستانسیالیست نیستم. هم سارتر و هم من همیشه متعجب بوده‌ایم که چرا نام ما را پهلوی هم می‌گذارند.» اگزیستانسیالیسم، در پی گرفتن هدفی به منظور معنی دهی به ارزش‌های ازدست‌رفته‌است. حال آنکه ابسوردیسم، پذیرش پوچی، عصیان و ادامه دادن به زندگی جدای از معنی تراشیدن و در پی گرفتن منظوری دینی است.
کامو در الجزایر فرانسه تحت استعمار فرانسه زاده شد. او در دانشگاه الجزیره تحصیل کرد و تا پیش از آنکه در سال ۱۹۳۰ گرفتار بیماری سل شود دروازه‌بان تیم فوتبال این دانشگاه بود. در سال ۱۹۴۹ پس از آنکه کامو از جنبش «شهروند جهانی» گری دیویس جدا شد یک اتحادیهٔ بین‌المللی را تأسیس کرد که آندره بروتون نیز یکی از اعضای آن بود. شکل‌گیری این گروه، به گفته خود کامو، بر اساس محکوم کردن هر دو ایدئولوژی شکل گرفته در آمریکا و اتحاد جماهیر شوروی بود.

## زندگی

### تولد
آلبر کامو در ۷ نوامبر ۱۹۱۳ در دهکده‌ای کوچک در الجزایر زاده شد. پدرش «لوسین کامو» فرانسوی فقیری بود که در الجزیره برزگری می‌کرد و در آنجا با زن خدمتکاری که اهل اسپانیا بود ازدواج کرد. آنها صاحب دو فرزند به نام‌های لوسین (هم‌نام پدر) و آلبر شدند. در سال ۱۹۱۴ با آغاز جنگ جهانی اول پدر کامو به جبهه اعزام شد. آلبر کامو در این مورد با طنز می‌گفت: «به قول مردم او در میدان جنگ شهید شد. مادر او همچنان به کار خود ادامه می‌دهد: تأمین زندگی دو کودک به عهده اوست. اینان در محله فقیرنشین «بل کور» در یک اتاق زندگی می‌کنند.»

### کودکی
کودکی کامو در یک زندگی فقیرانهٔ طبقهٔ کارگری سپری شد. فقر، احترام به رنج و همدردی با بیچارگان را به او یاد داد. پسند خاطر غریزی کامو قناعت و بی‌پیرایگی بود. او در فقر، خود را در خانهٔ خویش احساس می‌کرد. خود او می‌گفت که آفتاب الجزیره و فقر محله بلکور چه مفهومی برایش داشت: «فقر مانع این شد که فکر کنم زیر آفتاب و در تاریخ، همه چیز خوب است. آفتاب به من آموخت که تاریخ، همه چیز نیست.»
به خاطر فقر خانواده، آلبر مجبور بود پس از پایان دبستان کارگری پیشه کند. اما آموزگارش لویی ژرمن به استعداد وی پی برد و او را به شرکت در آزمون بورس تحصیلی تشویق کرد. او در این آزمون پذیرفته و به هزینهٔ دولت وارد دبیرستان شد. در آن زمان تحصیلات متوسطه در الجزیره به ثروتمندان اختصاص داشت. به همین جهت، از این پس کامو در دو دنیای جداگانه زندگی می‌کرد. روز، در کنار ثروتمندان وارد دنیای اندیشه می‌شد و شب، در کنار فقرا در جهانی دشوار زندگی می‌کرد. خود او بعدها گفت: «من آزادی را در آثار مارکس نیاموختم، بلکه خود آن را در دل فقر شناختم.»

### جوانی و خبرنگاری

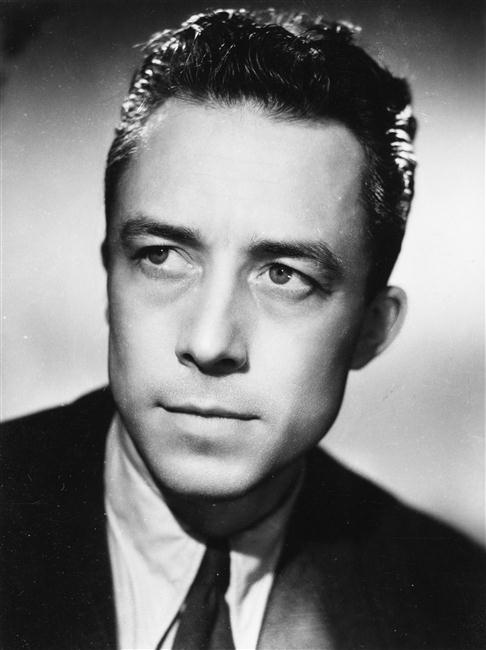
کامو در سال ۱۹۴۵

کامو در هنگام تعطیلات تابستانی در برابر دریافت دستمزدی اندک در مغازه‌ها کار می‌کرد. او به آموختن انگلیسی پرداخت و با زبان اسپانیایی آشنا شد، ولی نتیجهٔ کار مطلوب نبود. در مقابل، در فوتبال که در سراسر زندگی به آن علاقه‌مند بود به موفقیت‌هایی رسید. او در سال ۱۹۲۹ به عنوان دروازه‌بان، به تیم جوانان دانشگاه ریسینگ الجزیره پیوست.
کامو در سال ۱۹۳۰ و با دریافت دیپلم، نخستین گام را به سوی ترقی برداشت. سپس در دسامبر همان سال نخستین نشانه‌های ابتلاء به بیماری سل در او نمایان شد و به همین خاطر مجبور شد فوتبال را کنار بگذارد. هرچند که تا آخر عمر کوتاه خود یک تماشاچی فوتبال باقی‌ماند.
کامو کارشناسی فلسفه را در سال ۱۹۳۵ از دانشگاه الجزیره گرفت. او در مه ۱۹۳۶ پایان‌نامه خود را دربارهٔ فلوطین ارائه داد.
کامو در ۱۹۳۵ در جنبش ضد فاشیستی آمستردام پله‌یل (که آنری باربوس و رومن رولان بنیاد گذاشته بودند) به مبارزه پرداخت. کامو زیر نفوذ ژان گرونیه که او را رهبر آینده می‌دید وارد حزب کمونیست فرانسه شد و مسئولیت تبلیغ در جامعهٔ مسلمان را پذیرفت. در ۱۹۳۶ کامو در نامه‌ای به ژان گرونیه تردید روشنفکرانه خود دربارهٔ مارکسیسم و بی‌اعتمادی خود نسبت به مفهوم پیشرفت (پروگره) را بیان کرد و پیوستن خود به حزب را احساسی و نوعی تمایل به همبستگی به خودی‌ها تعبیر کرد. او در ۱۹۳۷ بر اساس‌نامه‌ای از بلامیش به فرمی‌نویل با اتهام کلیشه‌ای تروتسکیست از حزب کمونیست اخراج شد. واقعیت این بود که کامو به دشمنی علنی حزب کمونیست با جنبش ملی‌گرای مصالی حاج، ستارهٔ شمال آفریقا که تحت پیگرد فرمانداری کل بود، اعتراض کرده بود.
او در سال ۱۹۳۸ در روزنامهٔ تازه تأسیس جبههٔ خلق الجزایر، آلژه ریپوبلیکن (الجزیرهٔ جمهوری‌خواه) که پاسکال پیا آن را اداره می‌کرد، به کار پرداخت. با انتشار رمان تهوع سارتر، کامو در آلژه ریپوبلیکن در نقدی نوشت: «قهرمان آقای سارتر، وقتی به جای آنکه بر عظمت برخی دلایل ناامید بودنش تکیه ورزد به آنچه در انسان نفرت او را بر می‌انگیزاند اصرار می‌ورزد، شاید به مفهوم واقعی اضطرابش آگاه نیست.» [ترجمه بی سر و ته]

### میان‌سالی و ترک الجزایر
کامو در ژوئن ۱۹۳۹ مجوعه مقالاتی تحت عنوان فقر در قبایلیه نوشت که کیفرخواستی علیه استعمارگران بود: «نفرت‌آور است اگر گفته شود قبایلی‌ها با فقر خو گرفته‌اند. نفرت‌آور است اگر گفته شود این مردم همان نیازهای ما را ندارند[...] در یکی از روزها، صبح زود، در نیزی‌اوزو (شهری در غرب قبایلیه) کودکانی ژنده‌پوش را دیدم که بر سر تصاحب محتویات یک سطل آشغال با سگ‌ها درگیر شده بودند. یکی از ساکنان محل گفت:صبح‌ها همیشه همین‌طور است.» تعداد بسیاری از این مقاله‌ها در کتاب در گذر روزها، رویدادنگاری الجزایر به چاپ رسیده‌اند.
در سال ۱۹۳۹ کامو نشریهٔ ریواژ (ساحل‌ها) را با مشارکت ادی‌زیو و روبلس بنا گذاشت. در سپتامبر همان سال جنگ جهانی دوم آغاز شد و روزنامهٔ 'آلژه ریپوبلیکن' که با سانسور دست و پنجه نرم می‌کرد، در بیست و هشتم اکتبر تعطیل شد و به جای آن لوسوار ریپوبلیکن (عصر جمهوری) منتشر شد که گسترهٔ نشر آن شهر الجزیره بود. انتشار این روزنامه نیز در دهم ژانویه ۱۹۴۰ توسط دستگاه سانسور الجزایر به حالت تعلیق درآمد. پس از آن کامو کوشید با ورود به ارتش به جنگ برود. ولی به دلیل وضعیت جسمانی و داشتن بیماری سل نتوانست عضو ارتش شود. و در این زمان سردبیر روزنامهٔ شده بود که در ژانویهٔ سال ۱۹۴۰  آن را تعطیل کرد. در مارس همان سال فرماندار الجزیره، آلبر کامو را به عنوان تهدیدی برای امنیت ملی معرفی کرد و به او پیشنهاد کرد که شهر را ترک کند. در این هنگام کامو به پاریس رفت. او کار خود را در روزنامهٔ عصر پاریس شروع کرد. بعدها برای دوری از ارتش نازی به همراه دیگر کارمندان روزنامه، ابتدا به شهر کلرمون فران و سپس به شهر غربی بوردو نقل مکان کرد.

در سال ۱۹۴۲ کامو، رُمان بیگانه و مجموعه مقالات فلسفی خود تحت عنوان افسانه سیزیف را منتشر کرد. او همه مقاله‌های خود را به صورت اول شخص می‌نوشت که تا آن زمان در شیوهٔ گزارشگری فرانسوی متداول نبود. کامو نمایشنامهٔ کالیگولا را در سال ۱۹۴۳ به چاپ رساند. او این نمایش‌نامه را تا اواخر دههٔ ۱۹۵۰ بارها بازنویسی و ویرایش کرد. در سال ۱۹۴۳ کامو کتابی را به نام چند نامه به دوست آلمانی نیز به صورت مخفیانه به چاپ رسانید. در همین سال کامو و سارتر نخستین بار در آخرین تمرین نمایش مگس‌ها به کارگردانی سارتر همدیگر را ملاقات کردند.

### جنگ جهانی دوم
در ۱۹ دسامبر ۱۹۴۱ کامو شاهد اعدام «گابریل پری» بود. این واقعه به گفته خودش موجب متبلور شدن حس شورش علیه آلمان نازی در او شد. او در سال ۱۹۴۲ عضو گروه مقاومت فرانسوی به نام کمبا (به معنی نبرد) شد و در اکتبر ۱۹۴۳ به کمک دیگر اعضای گروه شروع به فعالیت روزنامه‌نگاری زیرزمینی پرداخت و  با نام مستعار بوشار در روزنامه‌ای به نام کمبا مقاله می‌نوشت که در بخش اشغالی فرانسه منتشر می‌شد. او در مقطعی نیز سردبیر این روزنامه بود. وی در این گروه مقاومت با ژان-پل سارتر آشنا شد. او یکبار هنگامی که سرمقالهٔ روزنامهٔ کمبا را بر عهده داشت در یک بازرسی خیابانی دستگیر شد.
هنگامی که در ۱۹۴۵ نیروهای متفقین پاریس را آزاد کردند کامو شاهد این اتفاق بود و آخرین صحنه‌های نبرد را گزارش می‌کرد. اندکی پس از وقایع ۶ اوت ۱۹۴۵ کامو از معدود سردبیران فرانسوی بود که مخالفت و تنفر خود علیه بمباران اتمی هیروشیما توسط ایالات متحده را علنی ابراز می‌کرد. او در سال ۱۹۴۷ از سردبیری کمبا که دیگر به نشریه‌ای تجاری تبدیل شده بود استعفاء داد.

### پس از جنگ
پس از جنگ کامو شروع به رفت‌وآمد در کافه فلور در بلوار سن-ژرمن پاریس کرد و هم‌نشین سارتر و دیگر روشنفکران فرانسوی بود. او همچنین برای مدتی به آمریکا سفر کرد و چند سخنرانی دربارهٔ تفکرات اندیشمندان فرانسوی انجام داد.
کامو در نوامبر ۱۹۴۶ سلسله مقالاتی متوالی را در کمبا منتشر نمود که به نه قربانیان، نه جلادان معروف شد. این مقالات بلافاصله پس از پایان جنگ جهانی دوم و پیش از جنگ سرد نوشته شد و به آدمکشی و تأثیری که قتل بر مرتکبین، قربانیان و مشاهده‌کنندگان می‌گذارد پرداخت.
رمان طاعون که در سال ۱۹۴۷ به چاپ رسید در زمان خود پرفروش‌ترین کتاب فرانسه شد. کامو در سال ۱۹۴۷ از روزنامهٔ کمبا خارج آمد و نمایش‌نامهٔ عادل‌ها را در سال ۱۹۴۹ منتشر کرد. در ۱۹۴۹ مجدداً بیماری سل کامو را زمین‌گیر کرد و او را دو سال به انزوا کشاند. به در ۱۹۵۱ کامو انسان طاغی را منتشر کرد که تحلیل فلسفی او بر شورش و انقلاب بود. اگرچه او تفکرات چپ گرایانه داشت اما انتقادات شدید او از دکترین کمونیسم در این کتاب، هیچ دوستی برای او در حزب کمونیست باقی نگذاشت و به تیره شدن روابطش با سارتر انجامید.
کاترین کامو، دختر او، دربارهٔ آن سال‌ها می‌گوید:
در سال ۱۹۵۱ که پدرم کتاب انسان طاغی را منتشر کرد، ژان پل سارتر در مجلهٔ «روزگار نو» به او حمله‌های تندی کرد. در آن سال‌ها کسی جرئت نمی‌کرد علیه اتحاد شوروی سخنی بگوید، جز پدرم، و به همین علت زیر فشار بود. روزی در خانه او را دیدم که با چهره‌ای درهم سر در گریبان فرو برده‌است. از او پرسیدم: «بابا غمگینی؟» سربلند کرد، نگاهش را به نگاهم دوخت و گفت: «نه، تنهام!»
پس از آن کامو، افسرده و تنها اما راسخ شروع به ترجمهٔ نمایش‌نامه کرد.
کامو در ۱۹۵۲ از کار خود در یونسکو استعفاء داد. زیرا سازمان ملل عضویت اسپانیا تحت رهبری ژنرال فرانکو را قبول کرده بود. در سال ۱۹۵۳ کامو یکی از معدود شخصیت‌های چپ بود که به شکستن اعتصاب کارگران آلمان شرقی اعتراض کرد.

### فعالیت برای الجزایر

سازمان اداری الجزایر فرانسه بین ۱۹۰۵ و ۱۹۵۵

در اوایل سال ۱۹۵۴ بمب‌گذاری‌های گسترده‌ای از جانب جبههٔ آزادی‌بخش ملی در الجزایر رخ دادند. کامو تا پایان عمر خود مخالف استقلال الجزایر و اخراج الجزایری‌های فرانسوی‌تبار بود. ولی در عین حال هیچگاه از گفتگو در مورد فقدان حقوق مسلمانان دست برنداشت. کامو همچنین مخالف خشونت و تروریسمی بود که جبهه آزادی‌بخش ملی الجزایر در طول جنگ الجزایر مرتکب می‌شد. او از یک راه حل مسالمت آمیز دفاع می‌کرد و حتی در سال ۱۹۵۶ سعی کرد آتش بسی بین جبهه آزادی‌بخش و نیروهای فرانسوی ترتیب دهد. به طور کلی، نظرات کامو در مورد استقلال الجزایر بحث برانگیز بود و با ایدئولوژی‌های سیاسی چپ و راست آن زمان همسو نبود. موضع او متاثر از هویت پیچیده خود به عنوان یک فرانسوی الجزایری و اعتقادات فلسفی او بود. در ۱۹۵۵ کامو به نوشتن در روزنامه اکسپرس پرداخت. او در طول هشت ماه ۳۵ مقاله تحت عنوان الجزایر پاره‌پاره نوشت.
در ژانویهٔ ۱۹۵۶ کامو برگزاری یک گردهمایی عمومی در الجزایر را عهده‌دار شد. این گردهمایی با مخالفت شدید دو طرف مناقشه، جبهه تندرو فرانسویان الجزایر و مسلمانان قصبه مواجه شد.
کامو در آخرین مقاله‌ای که در مورد الجزایر نوشت تلاش کرد از گونه‌ای فدراسیون متشکل از فرهنگ‌های مختلف بر مبنای مدل سوئیس برای الجزایر دفاع کند که این نیز با مخالفت شدید طرفین دعوا روبرو شد.
از آن به بعد کامو به خلق آثار ادبی پرداخت و داستان‌هایی کوتاه که مربوط به الجزایر بودند را منتشر کرد. او در عین حال به تئاتر پرداخت. دو نمایش‌نامه اقتباسی در سوگ راهبه اثر ویلیام فاکنر و جن‌زدگان اثر فیودور داستایوسکی از کارهای کامو در تئاتر بودند که با استقبال زیادی روبرو شدند. کتاب سقوط در سال ۱۹۵۶ نوشته شد.
او در سال ۱۹۵۷ جایزهٔ نوبل ادبیات را برای نوشتن مقاله اندیشه‌هایی دربارهٔ گیوتین علیه مجازات اعدام دریافت کرد. او از نظر جوانی دومین نویسنده‌ای بود که تا آن روز جایزه نوبل را گرفته‌اند.

## ازدواج

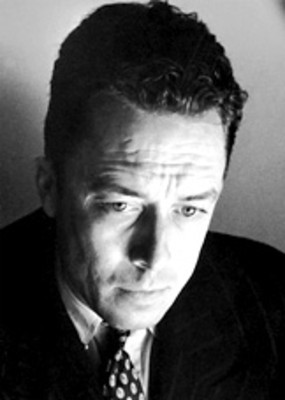
کامو در سال ۱۹۵۸

کامو در ۱۹۳۴ با دختری جوان، ثروتمند، زیبا و البته معتاد به مرفین به نام سیمون‌هیه ازدواج کرد. آنها دو سال بعد بر اثر خیانت‌هایی از هر دو طرف و با تجربه‌ای دردناک از هم جدا شدند. این جدایی در مقالهٔ مرگ روح به صورتی غیر مستقیم دیده می‌شود.
کامو در سال ۱۹۴۰ با فرانسین فور، که یک پیانیست و ریاضی‌دان بود ازدواج کرد. هرچند که کامو عاشق فرانسین فو بود اما در مقابل خواستهٔ او برای ثبت قانونی ازدواج‌شان طفره می‌رفت و آن را روندی غیرطبیعی برای پیوندی عاشقانه می‌دانست. حتی به دنیا آمدن فرزندان دوقلوی آنها، کاترین و ژان، در ۵ سپتامبر ۱۹۴۵ نیز کامو را مجاب به ثبت قانونی ازدواج با فرانسین نکرد.
پس از سال ۱۹۴۴ او چندین نمایشنامه را با بازی ماریا کاسارس، هنرپیشهٔ اسپانیایی روی صحنه برد و تا آخر عمر نیز دلباختهٔ او بود؛ رابطهٔ عاشقانهٔ او و معشوقه‌اش در مکاتبات آن دو که در سال ۲۰۱۸ به‌وسیلهٔ دخترش در انتشارات گالیمار منتشر شد ثبت شده است. این اثر به فاصلهٔ چند ماه تحت عنوان خطاب به عشق؛ نامه‌های عاشقانهٔ آلبر کامو و ماریا کاسارس در ایران نیز منتشر شد.

## مرگ

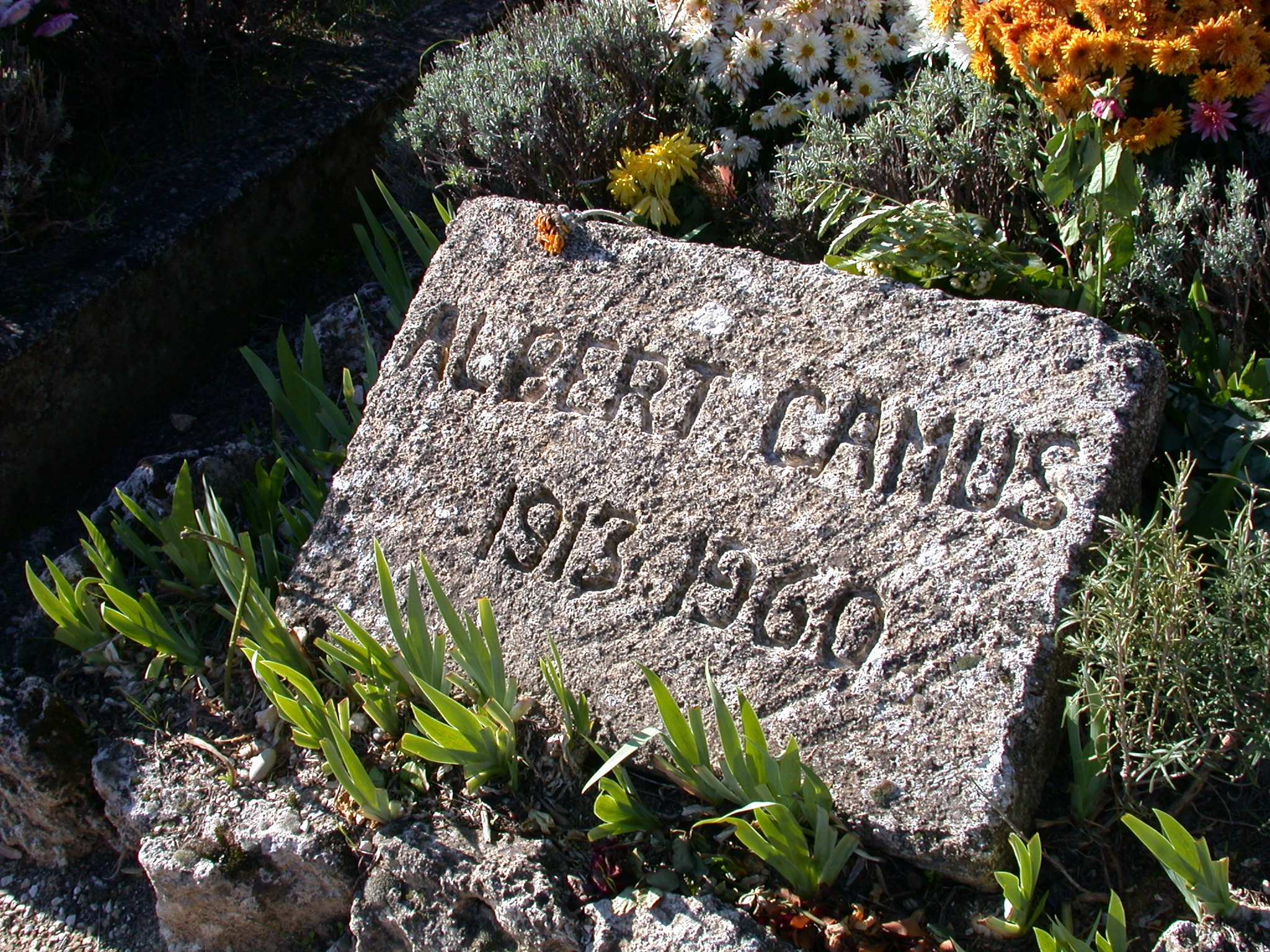
مقبره آلبرکامو

کامو در بعد از ظهر دوشنبه ۴ ژانویه ۱۹۶۰ و در سن ۴۷ سالگی بر اثر سانحهٔ تصادف نزدیک رود سن، در شهر ویل‌بلویل درگذشت. در جیب کت او یک بلیط قطار استفاده نشده پیدا شد. زیرا او ابتدا قرار بود با قطار و به همراه همسر و فرزندانش به سفر برود. ولی در آخرین لحظات پیشنهاد دوست ناشر خود را برای همراهی پذیرفت تا با خودروی او سفر کند و در تصادف خودرو کشته شد.  رانندهٔ اتومبیل و میشل گالیمار، دوست نزدیک و ناشر آثار کامو نیز در این حادثه کشته شدند.
هنگامی که کامو در حادثهٔ اتومبیل کشته شد، مشغول کار بر روی نسخهٔ اول رمان تازه‌ای به نام آدم اول بود. او به دوستی نوشته بود: «همهٔ تعهداتم را برای سال ۱۹۶۰ لغو کرده‌ام. این سال، سال رمانم خواهد بود. وقت زیادی می‌برد؛ اما به پایانش خواهم برد». حادثهٔ اتومبیل زمانی پیش‌آمد که کامو عازم پاریس بود تا کاری تازه (کارگردانی تئاتری تجربی) را آغاز کند. 
آلبر کامو در گورستان لومارین در جنوب فرانسه دفن شد.

پس از مرگ کامو، همسر و فرزندان دوقلوی او حق تکثیر آثار او در اختیار گرفتند و دو اثر از او را منتشر کردند. اولین آن‌ها کتاب مرگ خوش بود که در سال ۱۹۷۰ منتشر شد. شخصیت نخست این کتاب پاتریس مورسو نام داشت که بسیار شبیه مورسو، شخصیت نخست کتاب بیگانه است. در محافل ادبی مباحث بسیاری در مورد ارتباط این دو کتاب درگرفت. دومین کتاب، یک اثر ناتمام به نام آدم اول بود که سال ۱۹۹۵ منتشر شد. آدم اول یک خودزندگی‌نامه دربارهٔ دوران کودکی نویسنده در الجزایر است.

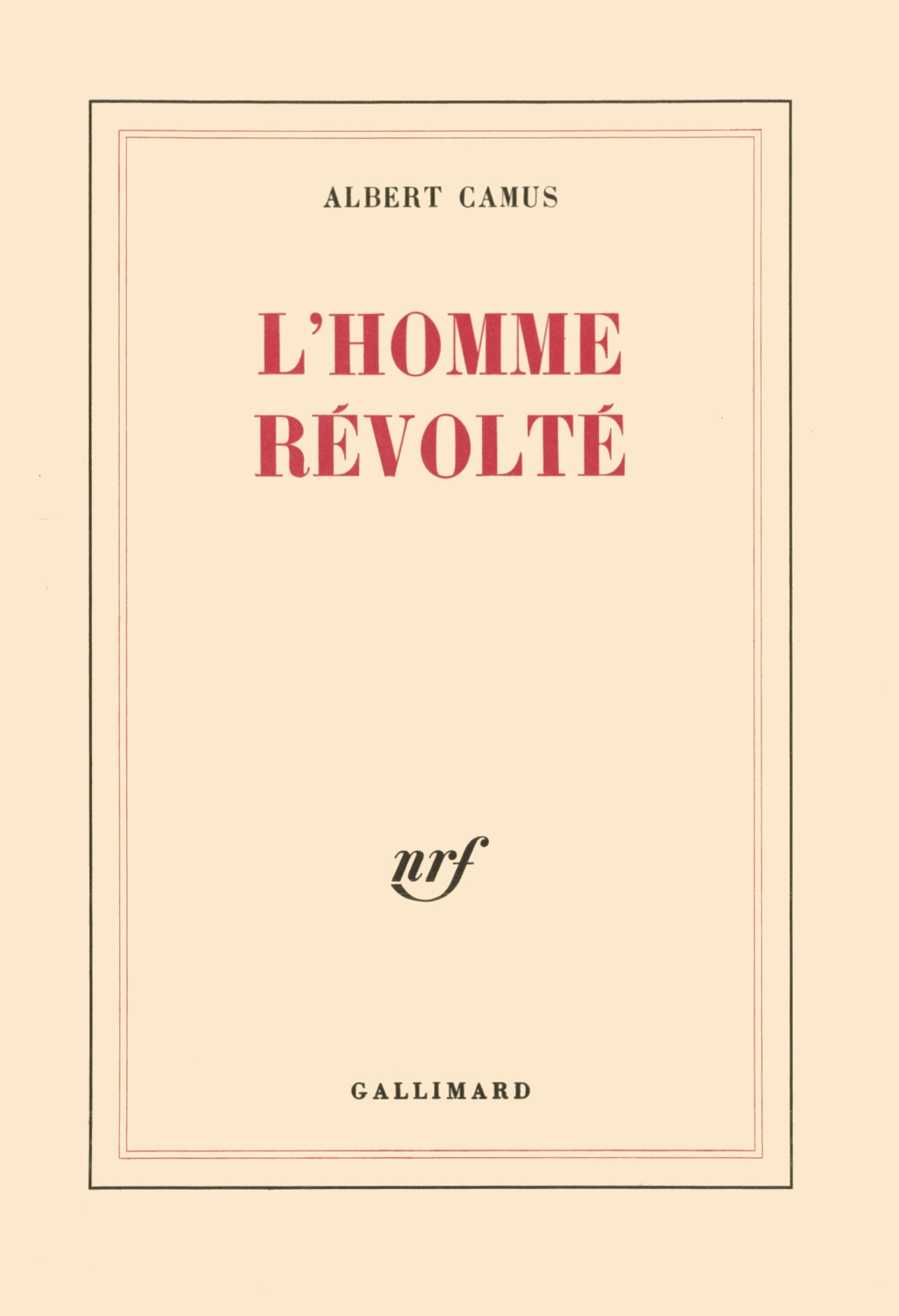
کتاب آلبرت کامو

## نظرات فلسفی
هم نیچه و هم کامو جهان و بیدادگری موجود را نمی‌پذیرند. زیرا چنین وضعیتی نفی انسانیت است. هر دو آنان معترض هستند و هر کدام به خاطر آدمی راه عصیان و شورش را برمی‌گزینند. البته با وجود اتفاق نظرها بین کامو و نیچه، نمی‌توان در همه موارد کامو را فیلسوفی نیچه ای دانست. کامو و نیچه عصیانگر، امیدی به انقلاب اجتماعی - سیاسی ندارند. زیرا از دید آنها فرد آگاه و آزاد نه تنها زمانه و حکومت را، بلکه کل آفرینش را زیر سؤال می‌برد. چند روز بعد از دریافت جایزه نوبل ادبیات، کامو در مصاحبه‌ای به خبرنگار گفت: «من تفکر مسیحی دارم، اما ذات من کافر است». در مقام متفکری مذهبی ذهن او درگیر سوالاتی درباره جایگاه انسان در جهان، معنای حیات بشر و دلایل حیات و اخلاقیات بود. از این رو حق داشت که اعلام کند دل‌مشغولی مسیحی دارد. او نه به خدا باور داشت و نه اخلاقیات مسیحی را می‌پذیرفت. از این رو خود را ذاتاً کافر می‌خواند.
کامو در افسانه سیزیف می‌نویسد: «تنها یک مسئله واقعی فلسفی وجود دارد و آن خودکشی است.» کامو در ادامه این مقاله اشاره می‌کند دیگر مباحث فلسفی چون ذهن، چند مرحله دارند مسائل دست دوم و سوم حساب می‌شوند. او برای مشخص کردن این موضوع که  آیا بعضی از مسایل فلسفی ضرورتی بیش از دیگران دارند می‌نویسد: «می‌بینیم که بسیاری از افراد می‌میرند. زیرا در ارزیابی خود ارزشی برای زیستن نیافته‌اند. دیگرانی را نیز می‌بینم که به شکلی متناقض در راه تفکر یا تصوراتی که به زندگی آنها علت می‌دهند کشته می‌شوند در نتیجه چیزی که علت زندگی نامیده می‌شود دلیل خوبی هم برای مردن است.» کامو در کتاب طاعون به مسئله شر پرداخته‌است. او در این کتاب در بطن دو خطبه پانلو با این استدلال فلسفی که انسان به خاطر درک محدود خود قادر به فهم کل وجود و هستی جهان نیست و بنابراین نمی‌توان با مسئله شر وجود خدا را زیرسوال برد، مسئله شر را زیر سؤال می‌برد. دو خطبه کشیش پانلو کلید حملات کامو به مذاهب سنتی و توجیهات فلسفی از شر بر اساس خرد استعلایی خداوند را تشکیل می‌دهند.

## سیاست
نخستین وابستگی سیاسی کامو ظاهراً از سال ۱۹۳۳ با پیوستن وی به نهضت ضد فاشیست «آمستردام پله یل» که به وسیله آنری باربوس و رومن رولان بنیاد نهاده شده بود آغاز شد.
ویل دورانت می‌نویسد:
کامو در وسیعترین معنای کلمه انسان‌گرا بود. کامو اندیشه خود را از آسمان به امور انسانی هدایت کرد. تلاش می‌کرد که میراث فرهنگی انسان را حفظ کند و انسان‌تر از آن بود که ایدئولوژی‌هایی را بپذیرد که به انسان فرمان می‌دهد تا انسان را بکشد. شاید به همین دلیل بود که از همه احزاب سیاسی کناره گرفت. در کتاب طاعون از زبان تارو می‌گوید: «من در دنیای امروز جایی ندارم. هنگامی که قاطعانه از کشتن سر باز زدم، خود را به انزوایی محکوم کردم که هرگز پایانی ندارد.»

## فوتبال
کامو فوتبال را در سال ۱۹۲۸ در باشگاه ورزشی مون پانسیه آغاز کرد. خود او می‌گوید: «خیلی زود یاد گرفتم که توپ هیچ‌گاه از طرفی که فکر می‌کنید نمی‌آید و این درس، در زندگی‌ام - به خصوص در پاریس که هیچ‌کس با دیگری رو راست نیست - خیلی به دردم خورد.» 
یک سال بعد کامو دروازه‌بان ردهٔ جوانان تیم راسینگ دانشگاه الجزیره (RUA) شد. این تیم در دههٔ ۱۹۳۰ دو بار برندهٔ جام قهرمانان شمال آفریقا شده‌است. در همین دوران بود که روحیهٔ تیمی، برادری و در خدمت جمع بودن در کامو تقویت شد. در گزارش‌هایی که از دوران فوتبال کامو به جای مانده او دروازه‌بانی توصیف شده که با فریادهای خود شور و اشتیاق را به سایر بازیکنان تیم تزریق می‌کرد.
اما بیماری سل همه آیندهٔ حرفه‌ای آلبر کاموی فوتبالیست را نابود کرد. او درمان شد. اما نه به اندازه‌ای که بتواند رؤیای برابری با ستارگان بزرگ و استثنایی دروازه‌های فوتبال را که در سر می‌پروراند محقق کند. هرچند کامو دیگر بعد از سن هفده سالگی نتوانست فوتبال بازی کند اما همیشه تا پایان عمر کوتاه خود یک تماشاگر پر و پا قرص فوتبال باقی‌ماند. علاقهٔ او به فوتبال به حدی بود که وقتی چارلز پونسه، یکی از دوستانش از او پرسید فوتبال را ترجیح می‌دهد یا تئاتر پاسخ داد: «بدون تردید، فوتبال» 
در دههٔ ۱۹۵۰ در مصاحبه با یک مجلهٔ ورزشی هنگامی که از کامو خواسته شد تا چند کلامی دربارهٔ تیم سابق خود RUA بگوید گفت:
احساساتی می‌شوم… پس از سال‌ها که جهان نمایش‌های زیادی را پیش رویم گذاشت، آنچه را از اخلاق و تعهدات اخلاقی آموختم مدیون ورزش هستم. این‌ها را در RUA آموختم… چقدر تیم خودم را دوست داشتم. به خاطر شادی پس از پیروزی، آن‌گاه که با خستگی پس از تلاش در هم می‌آمیزد… چقدر بی‌نظیر! و همچنین به خاطر میل احمقانهٔ گریستن در شب‌های شکست…»

## آثار

### رمان
- بیگانه - ۱۹۴۲ - نام اصلی: L'Étranger
- طاعون - ۱۹۴۷ - نام اصلی: La Peste
- سقوط - ۱۹۵۶ - نام اصلی: La Chute
- مرگ خوش - نوشته شده در سال‌های ۱۹۳۶ تا ۱۹۳۷ و منتشر شده در سال ۱۹۷۱ - نام اصلی: La Mort heureuse
- آدم اول - کامو پیش از اتمام این اثر جان باخت و در سال ۱۹۹۵ این اثر نیمه‌تمام منتشر شد - نام اصلی: Le premier homme

### نمایشنامه‌ها
- کالیگولا - نوشته شده در ۱۹۳۸ و اجرا شده در ۱۹۴۵ - نام اصلی: Caligula
- مرثیه‌ای برای راهبه - ۱۹۵۶ - اقتباس از رمانی نوشتهٔ ویلیام فاکنر با همین نام - نام اصلی: Requiem pour une nonne
- سوء تفاهم - ۱۹۴۴ - نام اصلی: Le Malentendu
- حکومت نظامی (شهربندان)-۱۹۴۸ - نام اصلی: L'État de Siège
- دادگستران - ۱۹۴۹ - نام اصلی: Les Justes
- تسخیر شدگان - ۱۹۵۹ - اقتباس از رمانی نوشتهٔ فئودور داستایوسکی با همین نام - نام اصلی: Les Possédés کامو این نمایش‌نامه را در سل ۱۹۵۹ شخصاً کارگردانی کرد و به روی صحنه برد.

### آثار غیر داستانی
- خطاب به عشق؛ نامه‌های عاشقانهٔ آلبر کامو و ماریا کاسارس - ۱۹۴۴ تا ۱۹۵۹ - مکاتبات - نام اصلی: Correspondance: 1944-1959
- پشت و رو - ۱۹۳۷ - مجموعهٔ مقاله - نام اصلی: L'envers et l'endroit
- عیش - ۱۹۳۸ - مجموعهٔ چهار جستار - نام اصلی: Noces
- افسانهٔ سیزیف - ۱۹۴۲ - نام اصلی: Le Mythe de Sisyphe
- انسان طاغی - ۱۹۵۱ - نام اصلی: L'Homme révolté
- یادداشت‌ها ۱۹۳۵-۱۹۴۲ - انتشار: ۱۹۶۲ - نام اصلی: Carnets, mai 1935 — février ۱۹۴۲
- یادداشت‌ها ۱۹۴۳-۱۹۵۱ - انتشار: ۱۹۶۵
- یادداشت‌ها ۱۹۵۱-۱۹۵۹ - انتشار: ۱۹۸۹ - نام اصلی: Carnets Tome III: mars 1951 – décembre ۱۹۵۹
- متافیزیک مسیحی، انتشار: ۱۹۵۳- نام اصلی: Christian Metaphysics and Neoplatonism
- وقایع‌نامه الجزایر: ۱۹۵۸- نام اصلی: Chroniques Algeriennes

### آثار ترجمه‌شده به فارسی
- آدم اول، ترجمهٔ منوچهر بدیعی، تهران، نیلوفر، ۱۳۸۴
- اسطورهٔ سیزیف، همراه: امید و محال در آثار کافکا، ترجمهٔ شهلا شریعتمداری، بی‌نا
- افسانهٔ سیزیف، (مقاله دربارهٔ پوچی). ترجمهٔ علی صدوقی، محمدعلی سپانلو، اکبر افسری. تهران: دنیای نو، ۱۳۸۲
- افسانهٔ قرون و تحلیلی از افکار کافکا، ترجمهٔ عنایت‌الله شکیباپور. تهران: بی‌نا، بی‌تا
- انسان طاغی، ترجمه مهبد ایرانی‌طلب. تهران: نشر قطره، ۱۳۷۴
- آن صدا را باید بالا برد،کامو و دیگران، بیتا عظیمی نژادانه، شرکت سهامی انتشار
- بیگانه، ترجمهٔ جلال آل‌احمد و علی‌اصغر خبره‌زاده. تهران: کانون معرفت، ۱۳۴۵
- بیگانه، ترجمهٔ مدیا کاشیگر. تهران: نشر گام نو، ۱۳۹۵[۲۹]
- بیگانه، ترجمهٔ امیر جلال‌الدین اعلم، تهران: نشر نیلوفر، ۱۳۷۷
- بیگانه، ترجمهٔ محمدرضا پارسایار. تهران: هرمس، ۱۳۸۸
- بیگانه، ترجمهٔ خشایار دیهیمی. تهران: نشر ماهی، ۱۳۸۸
- بیگانه، ترجمهٔ عنایت‌الله شکیباپور. تهران: بی‌نا، بی‌تا
- بیگانه، ترجمهٔ پرویز شهدی. تهران: مجیدی، ۱۳۸۸
- بیگانه، ترجمهٔ لیلی گلستان. تهران: نشر مرکز، ۱۳۸۶
- بیگانه، ترجمهٔ هدایت‌الله میرزمانی. تهران: گلشایی، ۱۳۶۱
- بیگانه، ترجمهٔ زنده بودی. مشهد: نشر محقق، ۱۳۹۴
- بیگانه، ترجمهٔ کاوه میرعباسی. تهران: نشر چشمه، ۱۴۰۱
- پرومته در جهنم، کامل روزه دار، اشاره
- پشت و رو، ترجمهٔ عباس باقری. تهران: نشر و پژوهش فرزان روز، ۱۳۸۰
- تابستان، جواد فرید، جامی
- تابستان، ترجمه بنفشه فریس‌آبادی، نشر ققنوس ۱۳۹۸
- تأمل دربارهٔ گیوتین، قاسم رستمی، تهران: فرهنگ جاوید، ۱۳۹۹
- تبعید و حکومت وجدان، ترجمهٔ عنایت‌الله شکیباپور. تهران: غزالی، بی‌تا
- تبعید و سلطنت، ترجمهٔ محمدرضا آخوندزاده. تهران: ققنوس، ۱۳۸۵
- تسخیرشدگان، ترجمه خشایار دیهیمی. تهران: نشر ماهی، ۱۳۹۳
- تعهد اهل قلم، (مجموعه مقاله) ترجمهٔ مصطفی رحیمی. تهران: نیلوفر ۱۳۸۵. چاپ اول ۱۳۶۲ به نام تعهد کامو. تهران: آگاه
- چند نامه به دوست آلمانی، ترجمهٔ رضا داوری. تهران: نیل، ۱۳۴۷
- حکومت نظامی؛ شهربندان، ترجمهٔ یحیی مروستی. تهران: جامی، ۱۳۸۸
- خطاب به عشق؛ نامه‌های عاشقانهٔ آلبر کامو و ماریا کاسارس، ترجمهٔ زهرا خانلو. تهران: نشر نو ۱۳۹۸/چ اول، ۱۳۹۸. تهران: نشر نو.
- خوشبخت مردن، ترجمهٔ قاسم کبیری. تهران: جامی ۱۳۸۸/چ اول، ۱۳۷۰. تهران: ادیب پور.
- دادگسترها، پرویز شهدی، به سخن
- در محاصره، ترجمهٔ محمدعلی سپانلو. تهران: بی‌نا، ۱۳۴۱
- 'دلهرهٔ هستی، ترجمهٔ محمدتقی غیاثی. تهران: نگاه، ۱۳۸۴
- دریای نزدیک، حامد رحیمی، تمدن علم
- دور از دیار و قلمرو، پرویز شهدی، به سخن
- راستان، (نمایش‌نامه در پنج پرده). ترجمهٔ ابوالفضل قاضی. تهران: نیل، ۱۳۴۹
- راستان، ترجمهٔ سپیده نوروزی. تهران: نیلوفر، ۱۳۸۱
- رکوییم برای یک راهبه، ترجمهٔ کیاسا ناظران. تهران: اندیشه‌سازان، ۱۳۸۴
- سقوط، ترجمهٔ اصغر بهروز. تهران: هنر، ۱۳۵۶
- سقوط، ترجمهٔ آناهیتا تدین. تهران: روزگار، ۱۳۸۷
- سقوط، ترجمهٔ علی صدوقی. تهران: بی‌نا
- سقوط، ترجمهٔ شورانگیز فرخ. تهران: نیلوفر، ۱۳۷۷
- سقوط، ترجمهٔ امیر لاهوتی. تهران: جامی، ۱۳۸۸
- سوء تفاهم، نمایشنامه در سه پرده، ترجمهٔ جلال آل‌احمد. تهران: بی‌نا، ۱۳۲۹
- سوء تفاهم و عادل‌ها، ترجمهٔ مهوش قومی. تهران: آشیان، ۱۳۸۹
- شادیها و ناکامیها، ترجمهٔ عنایت‌الله شکیباپور. تهران: عطایی، ۱۳۲۵
- شهربندان و عادل‌ها، ترجمهٔ محمدعلی سپانلو. تهران: نگاه، ۱۳۸۵
- صالحان، خشایار دیهیمی، ماهی
- طاعون، ترجمهٔ رضا سیدحسینی. تهران: نیلوفر، ۱۳۷۵
- طاعون، ترجمهٔ عنایت‌الله شکیباپور. تهران: فرخی، ۱۳۵۱
- طاعون، ترجمهٔ پرویز شهدی. تهران: مجید، ۱۳۸۸
- طاعون، ترجمهٔ علی صدوقی. تهران: خرد، ۱۳۴۰
- طاعون، ترجمهٔ اقدس یغمایی. تهران: جامی، ۱۳۸۸
- عادل‌ها، ترجمهٔ محمدعلی سپانلو. تهران: متین، ۱۳۴۱
- عادل‌ها، ترجمهٔ خرم مهدوی. سوئد: ۱۹۸۷. تهران: بی‌نا، ۱۳۶۶
- عصیانگر، ترجمهٔ مهستی بحرینی. تهران: نیلوفر، ۱۳۸۷
- عیش، ترجمهٔ محمدتقی غیاثی. تهران: پیام، ۱۳۵۷
- غریبه، ترجمهٔ رحمت مصطفوی. تهران: صفی علیشاه، بی‌تا
- فلسفه پوچی (گزیده مقاله‌های کامو)، ترجمهٔ محمدتقی غیاثی. تهران: پیام، ۱۳۵۶
- کالیگولا (نمایشنامه)، نمایش‌نامه در چهار پرده. ترجمهٔ خسرو جمشید. بی‌جا: کانون شهریار، ۱۳۲۹
- کالیگولا، ترجمهٔ پری صابری. تهران: هنوز، نشر قطره، ۱۳۸۸. نیل، ۱۳۵۰
- کالیگولا، ترجمهٔ شورانگیز فرخ. تهران: خانه کتاب، ۱۳۴۷. مروارید، ۱۳۵۷. فیروزه، ۱۳۷۵
- کالیگولا، ترجمهٔ ابوالحسن نجفی. تهران: نیل، ۱۳۴۶ و ۱۳۵۰. فیروزه، ۱۳۷۵. کتاب زمان، ۱۳۸۲ و ۱۳۸۸
- مرگ خوش، ترجمهٔ علیرضا طاهری. تهران: آسیا، ۱۳۶۳
- مرگ خوش، ترجمهٔ احسان لامع. تهران: نگاه، ۱۳۸۷
- میهمان، ترجمهٔ نرگس تنها. تهران: کوله‌پشتی، ۱۳۸۸
- میهمان، ترجمه مجید کریمی کتاب شهرفرنگ (مجموعه پنجاه داستان کوتاه) انتشارات ساکو، ۱۳۹۵
- میهمان و چند داستان دیگر، ترجمهٔ شهرزاد بیات موحد. کرج: نشر نادی، ۱۳۷۹
- نه قربانیان، نه جلادان، هوشمند دهقان، رازگو
- نوادگان خورشید، کاوه سیدحسینی، روزنه
- وقایع‌نگاری‌های الجزایر، ترجمهٔ هانیه رجبی. تهران: نشر چشمه، ۱۳۹۸
- هویت جمعی، جلال ستاری، مرکز
- یادداشت‌ها، ترجمهٔ خشایار دیهیمی. تهران: تجربه، دفتر ویراسته
- یک مورد جالب، صادق سروعلیشاهی، افراز

## برای مطالعهٔ بیشتر
- بره، ژرمن. آلبر کامو. ترجمهٔ خشایار دیهیمی. تهران: نشر نشانه و دفتر ویراسته (نسل قلم)، ۱۳۷۲
- تادی، فیلیپ مالکوم والر. آلبر کامو و اسطورهٔ اندوه‌بار بیگانه به انضمام مضمون‌شناسی. ترجمهٔ زهره محمدی. تهران: حسام شیرمحمدی، ۱۳۸۵
- گییو، لوئی. همرهان، گیلاس مشروب (نمایش‌نامه) با مقدمهٔ آلبر کامو. ترجمهٔ عبدالله توکل. تهران: مؤسسه چاپ و انتشارات کورش کبیر، ۱۳۵۶
- رستمی، شهرام.  جستجوی کامو. تهران: شورآفرین، ۱۳۸۵
- روی، گرگوری. نقد آثار فرانس کافکا؛ نقد محاکمه قصر و آثار دیگر همراه با مقاله‌ای از آلبر کامو. ترجمهٔ مقصود خدایاری. تهران: کتاب امروز، ۱۳۸۲
- ری، پیرلوئی. تقسیری بر بیگانهٔ کامو. ترجمهٔ محمدتقی غیاثی. تهران: امیرکبیر
- زین میروتینر. کامو، قدم اول. طراح، آلن کرکز. ترجمهٔ روزبه معادی. تهران: پردیس دانش، ۱۳۸۷
- شرکت مقدم، پردیس. اندیشه‌های آلبر کامو. تهران: بدیهه، ۱۳۸۹
- عقیلی آشنایی، علی‌اکبر. (ترجمه و گردآوری) بررسی تطبیقی قهرمانان
- صیقلانی، مهدی. حسین و محمدرضا، پنجه. عصر دلتنگی و انسان
- بیگانه از خود. تهران: کوله‌پشتی، ۱۳۸۹
- پوچی، در آثار آلبر کامو، ژان‌پل سارتر و سال بلو. تهران: بی‌تا، بی‌نا
- فرجی، علی‌رضا. آلبر کامو، نهیلیستی عصیانگر. ایلام: معاف دینی، ۱۳۸۸
- کروز اوبراین، کانر. آلبر کامو. ترجمهٔ عزت‌الله فولادوند. تهران: انتشارات خوارزمی، ۱۳۵۰
- کمبر، ریچارد. دربارهٔ آلبر کامو. ترجمهٔ کیهان بهمنی. تهران: افراز، ۱۳۸۶
- گی‌یر، لویی. خانهٔ مردم و همراهان. با مقدمه‌ای از آلبر کامو. تهران: امیرکبیر، ۱۳۵۸
- نوشته‌های پراکنده. تهران: هنر امروز، ۱۳۸۸
- هاجری، ضیاءالدین. زندگینامه و نقدی بر آثار آلبر کامو. تهران: کویر، ایفا، ۱۳۷۰[۱]